# Amir Mohammadi
Amir Mohammadi (persisch امیر محمدی) ist ein iranischer Mathematiker, der sich mit dynamischen Systemen (homogener Dynamik), Ergodentheorie, Lie-Gruppen und deren diskreten Untergruppen, und Anwendungen in der Zahlentheorie (Gleichverteilung) beschäftigt.
Mohammadi studierte zunächst in Teheran, wo er 2002 am Sharif Institute of Technology den Bachelor ablegte. 2009 wurde er an der Yale University bei Gregory Margulis promoviert. Danach war er an der University of Chicago und der University of Texas at Austin. Seit 2016 ist er Professor an der University of California, San Diego. 
Er war eingeladener Sprecher beim ICM 2022.

## Schriften (Auswahl)
- mit G. Margulis: Quantitative version of the Oppenheim conjecture for inhomogeneous quadratic forms. Duke Math. J. 158, No. 1, 121–160 (2011).
- mit A. Salehi Golsefidy: Discrete subgroups acting transitively on vertices of a Bruhat-Tits building. Duke Math. J. 161, No. 3, 483–544 (2012).
- mit H. Oh: Ergodicity of unipotent flows and Kleinian groups. J. Am. Math. Soc. 28, No. 2, 531–577 (2015).
- mit H. Oh: Matrix coefficients, counting and primes for orbits of geometrically finite groups. J. Eur. Math. Soc. (JEMS) 17, No. 4, 837–897 (2015).
- mit A. Eskin, M. Mirzakhani: Isolation, equidistribution, and orbit closures for the SL(2,R) action on moduli space. Ann. Math. (2) 182, No. 2, 673–721 (2015).
- mit C. McMullen, H. Oh: Geodesic planes in hyperbolic 3-manifolds. Invent. Math. 209, No. 2, 425–461 (2017).
- mit M. Einsiedler, G. Margulis, and A. Venkatesh: Effective equidistribution and property tau. Journal of the AMS, 33 (2020), 223--289
- mit A. Eskin, M. Mirzakhani: Effective counting of simple closed geodesics on hyperbolic surfaces. J. Eur. Math. Soc. (JEMS) 24, No. 9, 3059–3108 (2022).